# Sztych (broń)

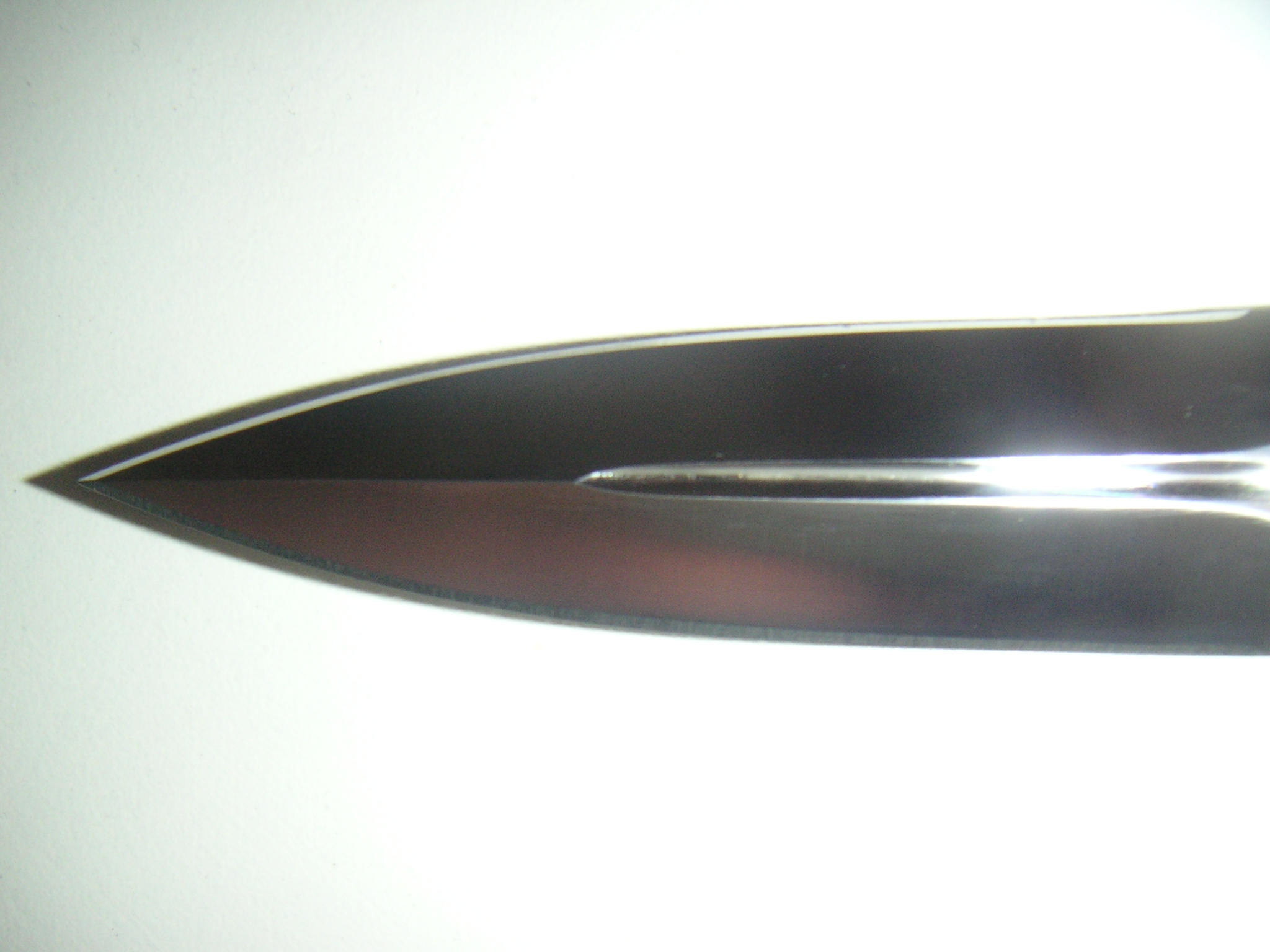
Sztych

Sztych (z niem. der Stich, pchnięcie) – ostre zakończenie głowni broni białej. Stanowi zazwyczaj trzecią część długości głowni, najbardziej oddaloną od rękojeści.
Potocznie sztychem określa się niekiedy „pchnięcie” przeciwnika ostrym końcem broni białej w trakcie walki. W języku niemieckim koniec głowni to der Ort.